# Big Bad Voodoo Daddy
A Big Bad Voodoo Daddy egy Dél-kaliforniai swing revival zenekar.

## Történet
Miután az 1980-as években punk és alternatív rock bandákban játszott, 1989-ben Scotty Morris és Kurt Sodergren megalapította a Big Bad Voodoo Daddy hagyományőrző swing zenekart. Saját kiadójuk, a Big Bad Records két CD-t dobott piacra és nagy sikert értek el a „You & Me & the Bottle Makes 3 Tonight (Baby)”, az "„I Wan'na Be Like You” és a „Go Daddy-O” című dalaikkal.
Az együttes a „Big Deal” című televíziós játékműsor házizenekara is lett.
Aztán a zenekar szerződött az Interscope Records kiadóval. Az Interscope-pal a zenekar kiadta az „Americana Deluxe”, a „This Beautiful Life” és a „Save My Soul” című lemezeket.
A zenekar turnézott és albumai jelentek meg. Felléptek a Super Bowl XXXIII szünetében 1999-ben és a 2006-os Capital One Bowlban, és néhány évig az ESPN ESPY Awards házizenekaraként is.

## Tagok
- Scotty Morris (ének, gitár)
- Kurt Sodergren (dobok)
- Dirk Shumaker (nagybőgő, ének)
- Andy Rowley (szaxofon, ének)
- Glen Marhevka (trombita)
- Karl Hunter (szaxofon, klarinét)
- Joshua Levy (zongora)

## Albumok
- Big Bad Voodoo Daddy (1994)
- Whatchu' Want for Christmas? (1997)
- Americana Deluxe (1998)
- This Beautiful Life (1999)
- Save My Soul (2003)
- Everything You Want for Christmas (2004)
- How Big Can You Get? – The Music of Cab Calloway (2009)
- Rattle Them Bones (2012)
- It Feels Like Christmas Time (2013)
- Louie, Louie, Louie (2017)

### Élő
Big Bad Voodoo Daddy Live (2004)

## Fordítás
Ez a szócikk részben vagy egészben  a   Big Bad Voodoo Daddy című angol Wikipédia-szócikk ezen változatának fordításán alapul.  Az eredeti cikk szerkesztőit annak laptörténete sorolja fel. Ez a jelzés csupán a megfogalmazás eredetét és a szerzői jogokat jelzi, nem szolgál a cikkben szereplő információk forrásmegjelöléseként.